# Milan Gombala
Milan Gombala (* 29. ledna 1968, Lučenec, Československo) je bývalý československý a později český atlet, který se věnoval skoku do dálky.
V roce 1987 získal bronzovou medaili na juniorském mistrovství Evropy v Birminghamu . Na světovém šampionátu v Tokiu 1991 neprošel sítem kvalifikace. Kvalifikací neprošel také na letních olympijských hrách v Barceloně v roce 1992. O rok později skončil na mistrovství světa ve Stuttgartu na jedenáctém místě (769 cm). Největší úspěch své kariéry zaznamenal v roce 1994 na mistrovství Evropy v Helsinkách, kde získal stříbrnou medaili. Ve druhé sérii skočil 804 cm, což mu zaručovalo zlato. V poslední, šesté sérii se však zlepšil Bulhar Ivajlo Mladenov na 809 cm a stal se mistrem Evropy . Na halovém MS v Barceloně 1995 se umístil ve finále na šestém místě (795 cm). V roce 1996 reprezentoval na olympiádě v Atlantě, kde však skončil v kvalifikaci.

## Osobní rekordy
- hala - (818 cm - 16. února 1992, Praha) - československý národní rekord
- venku - (804 cm - 22. srpna 1995, Linec)